# Modern Day Classics
Modern Day Classics је албум пројекта психоделичног тренса Krome Angels из 2009. године.